# 十渡镇
十渡镇，是中华人民共和国北京市房山區下辖的一个乡镇级行政单位。

## 行政区划
十渡镇下辖以下地区：
平峪村、北石门村、西石门村、前头港村、西河村、西庄村、九渡村、八渡村、十渡村、马安村、卧龙村、六合村、东太平村、西太平村、新村、西关上村、六渡村、七渡村、五合村、栗元厂村和王老铺村。